# Parti des fermiers
Le Parti des fermiers (en néerlandais : Boerenpartij, abrégé en BP) est un parti politique agrarien, conservateur et populiste ayant existé de 1958 à 1981.

## Dirigeants
- Hendrik Koekoek (1958-1981)

## Résultats électoraux

### Élections législatives
| Année | Voix    | %   | Sièges  | Rang | Gouvernement |
| ----- | ------- | --- | ------- | ---- | ------------ |
| 1963  | 133 231 | 2,1 | 3 / 150 | 9e   | Opposition   |
| 1967  | 327 953 | 4,8 | 7 / 150 | 6e   | Opposition   |
| 1971  | 69 656  | 1,1 | 1 / 150 | 12e  | Opposition   |
| 1972  | 143 239 | 1,9 | 3 / 150 | 11e  | Opposition   |
| 1977  | 69 914  | 0,8 | 1 / 150 | 10e  | Opposition   |